# Беннинген
Беннинген (нем. Benningen) — община в Германии, в земле Бавария. 
Подчиняется административному округу Швабия. Входит в состав района Нижний Алльгой.  Население составляет 2032 человека (на 31 декабря 2010 года). Занимает площадь 11,17 км².